# Ludwig von Erlichshausen
Ludwig von Erlichshausen (Ellrichshausen, 1410 – Königsberg, 1467) è stato il trentunesimo Gran maestro dell'Ordine teutonico dal 1449 o 1450 fino alla sua morte.

## Biografia
Come suo zio e predecessore Konrad von Erlichshausen, Ludwig proveniva da Ellrichshausen in Svevia, oggi parte di Satteldorf nel Baden-Württemberg.
Ludwig venne nominato dal Gran Maestro Paul von Rusdorf, Komtur di Schönsee presso Thorn (1442-1447), e Komtur di Mewe (1446-1450).
Dopo la morte dello zio compromettente nel 1449, Ludwig divenne Gran Maestro nel 1450, malgrado forse di limitata levatura e di cattivo temperamento. La sua incomprensibile ostilità alla Confederazione Prussiana fece sì che le città prussiane si trovassero a dover chiedere aiuto al Re polacco, che portò allo scoppio della Guerra dei tredici anni nel 1454 tra l'ordine e la Confederazione Polacca supportata dalla Polonia.
Dal momento che l'ordine si trovava in scarse condizioni finanziarie dopo la Prima Pace di Toruń (1411), Ludwig dovette riempire il quartier generale del Castello di Marienburg con i suoi mercenari mentre era impegnato in guerra. Alla venuta delle armate polacche, i mercenari abbandonarono il castello durante l'assedio del giugno del 1457. L'ordine dovette spostare la propria capitale a Königsberg.
La capitale formale dell'ordine, Marienburg, non fu ad ogni modo l'unico possedimento perso dall'ordine: a questo sia assommavano diverse aree che vennero definite dalla Seconda Pace di Toruń nel 1466; i territori erano la Pomerelia, la Terra di Chełmno, la Varmia e alcune parti della Pomerania inclusa Marienwerder. Morì a Königsberg nel 1467.